# Nižinski urh
Nižinski urh (znanstveno ime Bombina bombina) spada v družino žab urhov Bombinatoridae. Vpisan je na seznam ogroženih živalskih vrst v Sloveniji.
Ima okroglast in na ustno dno prirasel jezik, ki ga pri lovu plena ne more daleč iztegniti. Prste na nogah ima brez oprijemljivih ploščic, očesna zenica je srčasta in navpična. V dolžino meri okrog 4 cm. Po zgornji strani je sivo rjavkaste barve in bradavičast. Na trebušni strani je svarilno oranžno in temno lisasto obarvan. Na nevarnost reagira tako da se potopi v vodo in se zarije v blatno dno, ali pa se obrne na hrbet in poskuša napadalca odvrniti s svojim pisanim trebušnim vzorcem. Nižinski urh živi v Sloveniji samo v subpanonski regiji in je značilna vzhodnoevropska vrsta. Zadržuje se v manjših stoječih vodah, kjer se hrani z drobnimi vodnimi nevretenčarji. Razmnoževalno obdobje traja od aprila do avgusta. Samičke odlagajo mrest v malih skupinah po nekaj deset jajčec. Nižinski urh je splošno ogrožen v Evropi in tudi v Sloveniji.